# Regelschrift

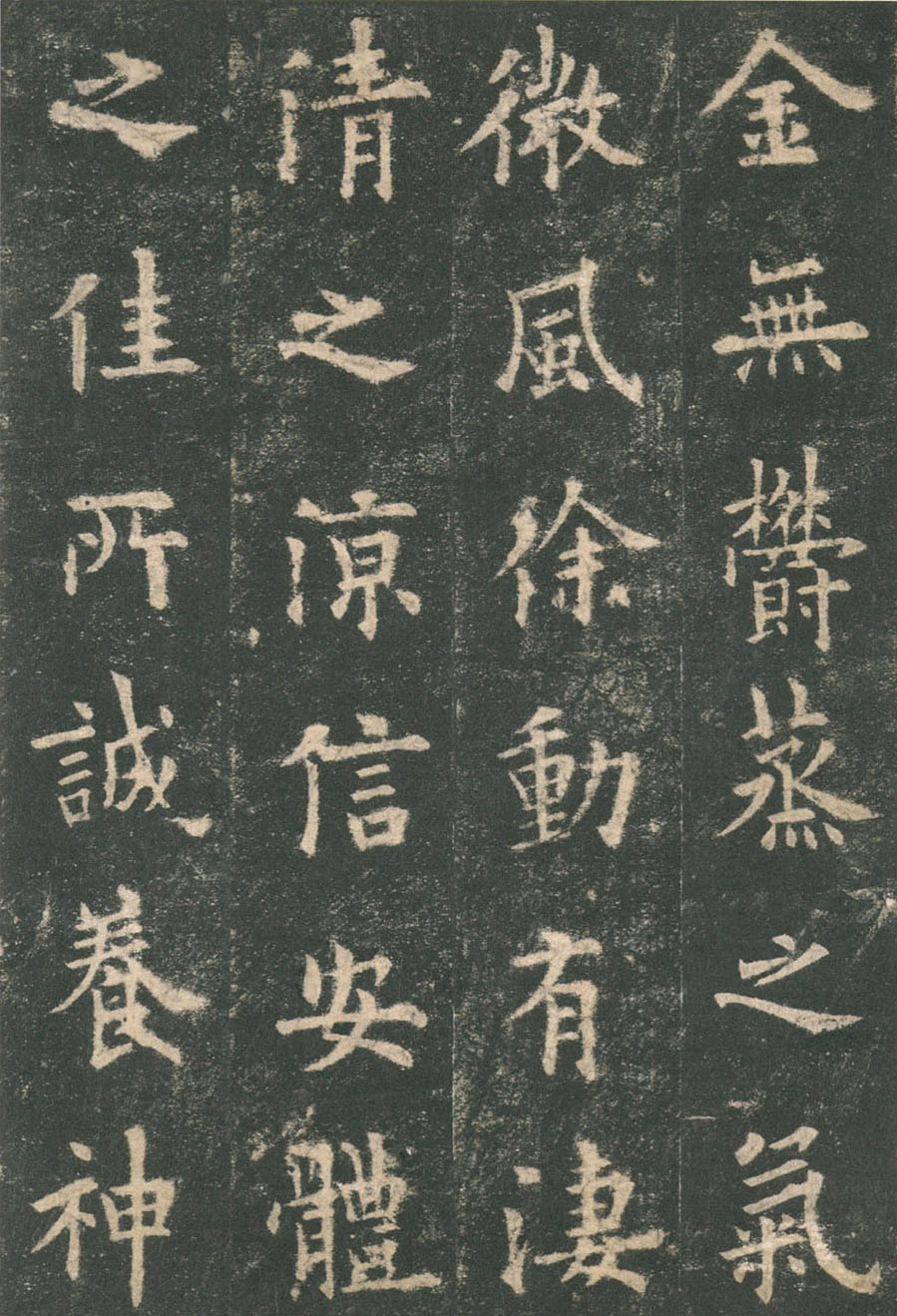
九成宫醴泉铭 von Ouyang Xun (557 – 641)

Die Regelschrift  (chinesisch 楷書 / 楷书, Pinyin Kǎishū, Jyutping kaai2syu1, japanisch 楷書 Kaisho) ist eine der fünf Hauptkategorien der chinesischen Kalligrafie. Die Kaishu wurde laut einer Legende gegen Ende der Han-Dynastie von Wang Cizhong initiiert bzw. erfunden, während sie anhand der Normalschrift von Zhong Yao perfektioniert und entwickelt wurde. Heute nennt man sie „Standard-Schreibschrift“ (正楷, zhèngkǎi). Am bekanntesten aber ist die Regelschrift des berühmten Kalligrafen Wang Xizhi aus der Jin-Dynastie. Die Schreibschrift hatte in der Tang-Dynastie ihre Blütezeit. Berühmte Kalligrafen gründeten ihre eigenen Schulen der Kalligrafie, die einen lang anhaltenden Einfluss auf die Geschichte der chinesischen Kalligrafie nahmen.